# Haleh Afshar
  Haleh Afshar    (Teheran, 21 de maig de 1944 - 12 de maig de 2022) fou una política anglesa,  membre de la Cambra dels Lords.

## Joventut
Afshar va créixer en una família privilegiada amb seu a Teheran, Iran. Amb un pare implicat en l'acadèmia i la política, es pot considerar que els seus pares formaven part de l'establiment. La família es va traslladar a París a finals dels anys quaranta, perquè el seu pare representés el govern. Fins als catorze anys va tenir minadera que la banyava i la vestia i és en aquella època quan va llegir Jane Eyre i va començar a adonar-se del seu privilegi i de la dependència que tenia dels altres. Va convèncer els seus pares perquè li permetessin anar a Anglaterra, on va assistir a un internat a Solihull, quan encara no parlava anglès.
Més tard, ja com a estudiant universitària a York, va arribar a un acord amb el seu pare pel que no s'hauria de casar mentre encara estudiés.

## Carrera
Afshar és professora de política i estudis sobre dones a la Universitat de York, Anglaterra i professora visitant de dret islàmic a la Facultat Internacional de Dret Comparat de la Universitat Robert Schuman d'Estrasburg, França. Afshar treballa en diversos organismes, en particular pel British Council i l'Associació de les Nacions Unides, de la qual és presidenta honorària dels serveis internacionals. Va ser nomenada membre del consell de la Comissió Nacional de la Dona el setembre de 2008. També ha estat presidenta de la British Society for Middle East Studies. Afshar és membre fundadora de la Xarxa de Dones Musulmanes.
Va ser nomenada Oficial de l'Orde de l'Imperi Britànic el 2005 per la seva lluita per la igualtat d'oportunitats. El 18 d'octubre de 2007 es va anunciar que seria nomenada baronessa i s'uniria a la Cambra dels Lords. Formalment va prendre possessió del càrrec l'11 de desembre de 2007, com a baronessa Afshar, de Heslington, al comtat de North Yorkshire.
El març de 2009 va ser nomenada una de les vint dones musulmanes amb més èxit al Regne Unit (segons una llista de la Comissió d'Igualtat i Drets Humans, Emel Magazine i The Times).

## Honors
El 2011, Afshar va rebre un doctorat honoris causa per la Universitat d'Essex. El gener de 2013, va ser nominada al premi de Serveis a l'Educació als British Muslim Awards. El 2017, va rebre un doctorat honoris causa per la Universitat de Bradford.

## Vida personal
El 1974, es va casar amb Maurice Dodson, acadèmic de Nova Zelanda. Tenen dos fills, Molly (nascuda el 1977) i James (nascuda el 1978).
Afshar és la tercera generació de dones que no porten vel, la seva àvia materna va rebutjar el hijab. La seva família defensa l'igualtat d'oportunitats per a les dones i Afshar va ser una de les primeres cohorts de dones iranianes a poder votar. Pensa que no seria prudent tornar a la seva terra natal, després d'haver criticat la postura de l'aiatol·là Khomeni sobre les dones.

## Publicacions
Afshar ha escrit àmpliament sobre l'Iran tant per al món acadèmic com per als mitjans de comunicació a Europa, els Estats Units, l'Orient Mitjà i el sud-est asiàtic. Els seus llibres inclouen Islam and Feminisms: An Iranian Case Study (Macmillan, 1998) i Islam and the Post Revolutionary State in Iran (Macmillan, 1994). També ha editat tretze llibres sobre dones i desenvolupament.
- Afshar, Haleh. Women, work, and ideology in the Third World.  London New York: Tavistock Publications, 1985. ISBN 9780422797108.
- Afshar, Haleh. Iran, a revolution in turmoil.  Albany: State University of New York Press, 1985. ISBN 9780887061264.
- Afshar, Haleh. Women, state, and ideology: studies from Africa and Asia.  Albany: State University of New York Press, 1987. ISBN 9780887063947.
- Afshar, Haleh. Women, poverty and ideology in Asia: contradictory pressures, uneasy resolutions.  Houndmills, Basingstoke, Hampshire England: Macmillan, 1989. ISBN 9780333444092.
- Afshar, Haleh. Women, development, and survival in the Third World.  London New York: Longman, 1991. ISBN 9780582034945.
- Afshar, Haleh. Women in the Middle East: perceptions, realities and struggles for liberation.  Basingstoke: Macmillan, 1993. ISBN 9780333575659.
- Afshar, Haleh. The dynamics of "race" and gender: some feminist interventions.  London Bristol, PA: Taylor & Francis, 1994. ISBN 9780748402113.
- Afshar, Haleh. Women and politics in the Third World.  London New York: Routledge, 1996. ISBN 9780415138536.
- Afshar, Haleh. Women and empowerment : illustrations from the Third World.  Nova York: St. Martin's Press, 1998. ISBN 9780333719732.
- Afshar, Haleh. Islam and feminisms: an Iranian case-study.  Nova York: St. Martin's Press, 1998. ISBN 9780312214326.
- Afshar, Haleh. Women, globalization and fragmentation in the developing world.  Houndmills, Basingstoke, Hampshire New York: Palgrave Macmillam, 1999. ISBN 9780312216597.